# Богородский сельсовет (Воскресенский район)
Богоро́дский сельсове́т — сельское поселение в Воскресенском районе Нижегородской области.
Административный центр — село Богородское. 

## История
Статус и границы сельского поселения установлены Законом Нижегородской области от 15 июня 2004 года № 60-З «О наделении муниципальных образований - городов, рабочих посёлков и сельсоветов Нижегородской области статусом городского, сельского поселения».
Законом Нижегородской области от 12 августа 2009 года № 126-З сельские поселения Богородский сельсовет и Докукинский сельсовет объединены в сельское поселение Богородский сельсовет.

## Население
| 2002  | 2010  | 2012  | 2013  | 2014  | 2015  | 2016  |
| ----- | ----- | ----- | ----- | ----- | ----- | ----- |
| 2883  | ↘2262 | ↘2198 | ↘2140 | ↘2101 | ↘2048 | ↘2038 |
| 2017  | 2018  | 2019  | 2020  | 2021  |       |       |
| ↗2043 | ↗2073 | ↘2069 | ↗2077 | ↘1765 |       |       |

## Состав сельского поселения
| №  | Населённый пункт | Тип населённого пункта       | Население |
| -- | ---------------- | ---------------------------- | --------- |
| 1  | Бараниха         | деревня                      | ↘4        |
| 2  | Бахарево         | деревня                      | ↘22       |
| 3  | Богородское      | село, административный центр | →732      |
| 4  | Бесходарное      | деревня                      | ↘51       |
| 5  | Богданово        | деревня                      | ↘104      |
| 6  | Борисовка        | деревня                      | ↘0        |
| 7  | Валявиха         | деревня                      | →12       |
| 8  | Галибиха         | деревня                      | ↘117      |
| 9  | Докукино         | деревня                      | ↘262      |
| 10 | Евдокимово       | деревня                      | ↗14       |
| 11 | Задворка         | деревня                      | ↘227      |
| 12 | Звягино          | деревня                      | ↘110      |
| 13 | Калиниха         | деревня                      | ↘196      |
| 14 | Косогорово       | деревня                      | ↘4        |
| 15 | Курдома          | деревня                      | ↘109      |
| 16 | Ладыгино         | деревня                      | ↘8        |
| 17 | Лалакино         | деревня                      | ↘7        |
| 18 | Нагорное         | деревня                      | ↘20       |
| 19 | Сосновка         | деревня                      | ↘2        |
| 20 | Сухоборка        | деревня                      | ↘103      |
| 21 | Сысуево          | деревня                      | ↘95       |
| 22 | Томилиха         | деревня                      | ↘3        |
| 23 | Трифакино        | деревня                      | ↘22       |
| 24 | Урубково         | деревня                      | ↘2        |
| 25 | Успенское        | село                         | ↘5        |
| 26 | Чанниково        | деревня                      | ↘23       |
| 27 | Шевелино         | деревня                      | ↘8        |